# Ergaticus
Genre
Ergaticus est un ancien genre de passereaux de la famille des Parulidae. Ses espèces ont été déplacées vers le genre Cardellina à la suite des études génétiques de Lovette et al. (2010).

## Liste d'espèces
Avant son démantèlement, dans la classification de référence version 2.10 (2011) du Congrès ornithologique international, ce genre contenait les espèces suivantes :
- Ergaticus ruber – Paruline rouge
- Ergaticus versicolor – Paruline à tête rose